# Oxypleurus
Oxypleurus is een kevergeslacht uit de familie van de boktorren (Cerambycidae). De wetenschappelijke naam van het geslacht werd voor het eerst geldig gepubliceerd in 1839 door Mulsant.

## Soorten
Oxypleurus is monotypisch en omvat slechts de volgende soort:
- Oxypleurus nodieri Mulsant, 1839